# Blodsocker
Blodsocker är det glukos som finns löst i blodet för att transporteras till kroppens alla organ och vävnader. 

## Funktion
Glukos tas upp från blodet till de celler som är fattiga på glukos och dess kemiska energi används sedan av cellens mitokondrier för att bilda den energirika föreningen ATP (adenosintrifosfat), en molekyl som på otaliga sätt används av kroppen i energikrävande processer.

## Nivåer
Hos en frisk person varierar blodsockret mellan 4 och 6 mmol/l, med de högsta nivåerna någon timme efter måltiderna. Personer med obehandlad diabetes kan ha nivåer över 30 mmol/l. Nivåerna mäts med blodsockermätare som finns i olika modeller, även för hemmabruk.

## Reglering
Blodsockrets nivå styrs främst av hormonerna insulin och glukagon. Efter en måltid tas glukos upp av tunntarmens celler från vilka det diffunderar ut i blodet. Den höga koncentrationen av glukos i blodet triggar bukspottkörtelns Langerhanska öar att utsöndra insulin. Insulinet påverkar i sin tur lever-, muskel- och fettceller att öka sitt upptag av glukos; blodsockret sänks och de nämnda cellerna har fått ett förråd av glukos i form av glykogen i musklerna och levern, samt triglycerol i fettcellerna. När det sedan har gått en tid sedan den senaste måltiden, börjar blodsockret bli lågt eftersom blodet inte får någon påfyllning av glukos från tunntarmscellerna. Detta triggar återigen bukspottkörteln, men denna gång till att utsöndra glukagon. Glukagonet påverkar levern och musklerna så att de släpper ut en del av det glukos de har i lager till blodet. Nu höjs nivån på blodsockret så att det ligger på en lagom nivå för att försörja kroppens alla olika vävnader.
Insulin och glukagon utsöndras i själva verket hela tiden, men olika mycket beroende på blodsockrets nivå och de skapar en jämvikt som avgör åt vilket håll sockermolekylerna ska gå. Andra hormoner än glukagon som höjer blodsockret är kortisol, tillväxthormon och katekolaminerna adrenalin och noradrenalin.